# Riviera (casa discografica)
La Riviera è stata una casa discografica francese, di proprietà della Barclay

## Storia
La Riviera venne fondata all'inizio degli anni '60 in Francia, per iniziativa di Eddie Barclay, uno dei più importanti produttori discografici francesi, con l'obiettivo di produrre e lanciare nuovi cantanti e gruppi musicali.
In Italia, dove l'etichetta aveva una sede a Milano, oltre che pubblicare edizioni italiane di artisti esteri (come Nino Ferrer o Peter Holm), stampò anche dischi di artisti italiani.

## Dischi pubblicati in Italia
Per la datazione ci si basa sull'etichetta del disco, o sul vinile o, infine, sulla copertina, qualora nessuno di questi elementi avesse una datazione, ci si basa sulla numerazione del catalogo, se esistenti, sono riportati oltre all'anno il mese e il giorno (quest'ultimo dato si trova, a volte, stampato sul vinile).
Il prefisso del catalogo è stato, fino ai primi mesi del 1969, SIF NP; Nel corso dell'anno è stato cambiato in RAR NP.

### 33 giri
| Numero di catalogo | Anno | Artista                | Titolo                              |
| ------------------ | ---- | ---------------------- | ----------------------------------- |
| RIV/LP 80005       | 1969 | Nino Ferrer            | Agostino Ferrari ovvero Nino Ferrer |
| RIV/LP 80006       | 1969 | Nino Ferrer            | Per voi giovani                     |
| RIV/LP 80011       | 1970 | David Alexander Winter | Oh Lady Mary                        |
| RIV/LP 80016       | 1970 | Nino Ferrer            | Rats and rolls                      |

### 45 giri
| Numero di catalogo | Anno             | Artista            | Titolo                                                    |
| ------------------ | ---------------- | ------------------ | --------------------------------------------------------- |
| RIV 501            | 1966             | Ricardo            | Per ognuno c'è qualcuno/Un amour                          |
| RIV 503            | 1965             | Evy                | Giochi proibiti/Ma che magnifico ricordo                  |
| RIV 504            | 1966             | Nino Ferrer        | E' colpa tua/Me ne andrò                                  |
| RIV 508            | 1966             | Ricardo            | La carta vincente/Un po' di pioggia giù                   |
| RIV 509            | 1966             | Guy Marchand       | L'appassionata/Vi vedo perplessa                          |
| RIV 511            | 1966             | Nino Ferrer        | Mirza/La mia vita per te                                  |
| RIV 513            | 1966             | Ricardo            | Solo più che mai/Benvenuto mio amore                      |
| RIV 514            | 1966             | Patricia Carli     | Il male che fai/Un giorno a te ritornerà                  |
| RIV 516            | 1966             | Aimè Barelli       | Le Stop Op/Le Bal Des Petits Lits Blancs                  |
| RIV 518            | 15 febbraio 1967 | Gil Caraman        | Una sera d'estate/Quand les guitares                      |
| RIV 521            | 1967             | Michel Mallory     | Accipicchia l'Angelicchia/Una casa                        |
| RIV 5020           | 1967             | Nino Ferrer        | La pelle nera/Se mi vuoi sempre bene                      |
| RIV 5023           | 1967             | Nino Ferrer        | Le telephone/Mao et moa                                   |
| RIV 5024           | 1967             | Nino Ferrer        | Al telefono/La mia vita per te                            |
| RIV/NP 77004       | 1968             | Nino Ferrer        | Il re d'Inghilterra/Una bambina bionda                    |
| RIV/NP 77006       | 1968             | Nino Ferrer        | Non ti capisco più/Marilù                                 |
| RIV/NP 77009       | 1969             | Michel Orso        | Se te ne vai/E mai, e mai                                 |
| RIV/NP 77015       | 1969             | Nino Ferrer        | Donna Rosa/Monsieur Machin                                |
| RIV/NP 77019       | 1969             | Peter Holm         | Cosa fai senza me/Come te                                 |
| RIV/NP 77020       | 1969             | Nino Ferrer        | Mamadou Memé/Il baccalà                                   |
| RIV/NP 77026       | 1969             | Michel Polnareff   | Tout,tout pour ma cherie/Tous le bateaux tous les oiseaux |
| RIV/NP 77027       | 1969             | Nino Ferrer        | Agata/Les petites filles de bonne famille                 |
| RIV/NP 77027       | 1969             | Nino Ferrer        | Agata/La Rua Madureira                                    |
| RIV/NP 77033       | 1970             | Peter Holm         | Miss Jane/Cerca un posto                                  |
| RIV/NP 77034       | 1970             | Nino Ferrer        | Chiamatemi Don Giovanni/Je vends dse robes                |
| RIV/NP 77036       | 1970             | Nino Ferrer        | Re di cuori/Un giorno come un altro                       |
| RIV/NP 77037       | 1970             | Nino Ferrer        | Viva la campagna/La Rua Madureira                         |
| RIV/NP 77043       | 1970             | Nino Ferrer        | Io, tu e il mare/Les Yeux de Laurence                     |
| RIV/NP 77050       | 1971             | Nino Ferrer        | Amsterdam/Gertrude                                        |
| RIV/NP 77062       | 1972             | The Popcorn Makers | Popcorn/Toad In The Hole                                  |
| RIV/NP 77063       | 1973             | Rocky Roberts      | Mathusalem/Looking Back                                   |